# تپه رود حسن ۲ گردیان
تپه رود حسن ۲ گردیان مربوط به دوره اشکانیان - دوران‌های تاریخی پس از اسلام است و در شهرستان نهاوند، بخش خزل، روستای گردیان واقع شده و این اثر در تاریخ ۲۴ اسفند ۱۳۸۳ با شمارهٔ ثبت ۱۱۴۴۸ به‌عنوان یکی از آثار ملی ایران به ثبت رسیده است.